# Break the Silence
Break the Silence é o quarto álbum de estúdio da banda alemã de hero-metal a capella van Canto, lançado em 23 de setembroo de 2011. Traz 13 faixas, cinco delas sendo covers e duas trazendo convidados: Joakim Brodén (do Sabaton) canta em "Primo Victoria" (um cover de sua própria banda), e Marcus Siepen (do Blind Guardian) toca em "Spelled Waters". O álbum traz a canção mais longa já feita pelo grupo, "A Storm to Come" (nome do álbum de estreia do grupo), com 9:13 de duração, e a primeira música cantada em alemão, língua nativa de cinco dos seis membros da banda: "Neuer Wind".
No álbum, a banda usou outros instrumentos alám da bateria: há uma orquestra em "Betrayed" e piano em "Master of the Wind".

## Faixas
| N.º | Título                                                                         | Duração |  |
| 1.  | "If I Die in Battle" (Se eu Morrer na Batalha)                                 | 4:46    |  |
| 2.  | "The Seller of Souls" (O Vendedor de Almas)                                    | 3:24    |  |
| 3.  | "Primo Victoria (com Joakim Bróden, do Sabaton)" (Cover do Sabaton)            | 3:44    |  |
| 4.  | "Dangers in My Head" (Perigos na Minha Cabeça)                                 | 4:05    |  |
| 5.  | "Black Wings of Hate" (Asas Negras do Ódio)                                    | 4:41    |  |
| 6.  | "Bed of Nails" (Cama de pregos (Cover to Alice Cooper))                        | 3:37    |  |
| 7.  | "Spelled in Waters (com Marcus Siepen do Blind Guardian)" (Soletrado em Águas) | 4:26    |  |
| 8.  | "Neuer Wind" (Novo Vento)                                                      | 3:21    |  |
| 9.  | "The Higher Flight" (O Vôo Mais Alto)                                          | 5:00    |  |
| 10. | "Master of the Wind" (Mestre do Vento (Cover do Manowar))                      | 6:09    |  |

Faixas bônus
| N.º | Título                                                      | Duração |  |
| 11. | "Betrayed" (Traído)                                         | 4:58    |  |
| 12. | "Bad to the Bone" (Mau Até o Osso) (Cover do Running Wild)) | 4:52    |  |
| 13. | "A Storm to Come" (Uma Tempestade Por Vir)                  | 9:13    |  |

## Músicos
- Dennis Schunke (Sly) – vocalis
- Inga Scharf – vocais (efeitos)
- Stefan Schmidt – Vocais rakkatakka graves, solo vocal de wahwah
- Ross Thompson – Vocais rakkatakka agudos
- Ingo Sterzinger (Ike) – Vocais dandan graves (Bass)
- Bastian Emig – bateria

### Convidados
- Joakim Brodén - vocais em "Primo Victoria"
- Marcus Siepen - guitarra em "Spelled in Waters"